# Norimichi Kasamatsu
Norimichi Kasamatsu (japanisch 笠松 則通, Kasamatsu Norimichi; * 1957 in der Präfektur Aichi, Japan) ist ein japanischer Kameramann.
Noch bevor er 1980 sein Filmstudium an der Nihon-Universität abschloss, arbeitete er bei Sōgo Ishiis Independentfilm Kuruizaki Thunder Road mit Tatsuo Yamada in der Hauptrolle als Kameramann. Der Spielfilm, der die Konflikte innerhalb einer Bikergang (Bōsōzoku) behandelt, bedeutete den Beginn der Zusammenarbeit zwischen Kasamatsu und Ishii. Gemeinsam mit ihm entstanden in den 1980er Jahren außerdem der 35-minütige Kurzfilm Shuffle und der postapokalyptische Musikfilm Bakuretsu toshi.
Bei Jūzō Itamis 1985 erschienener Komödie Tampopo fungierte er als Kameraassistent für Masaki Tamura. Der deutsche Filmemacher Peter Sempel konnte Kasamatsu für seinen dokumentarischen Experimentalfilm Dandy (1987) gewinnen, dessen Kameraführung er gemeinsam mit drei anderen gestaltete. Daraufhin arbeitete er bei Junji Sakamotos Spielfilmdebüt Dotsuitarunen mit, das mit mehreren japanischen Filmpreisen ausgezeichnet wurde und die Geschichte einer weiblichen Boxerin beschreibt.
Joji Matsuokas Verfilmung eines Mangas von Minetaro Mochizuki, Bataashi kingyo, und die zweite Zusammenarbeit mit Sakamoto, Tekken, brachte ihm 1991 auf dem Yokohama Film Festival den Kamerapreis ein. Weitere Filme von Joji Matsuoka, Junji Sakamoto und Sogo Ishii folgten. Drei Filme drehte er auch mit Toshiaki Toyoda: Biriken (1996), den Yakuza-Film Pornostar (1998) und das auf einer Manga-Serie von Taiyō Matsumoto basierende Drama Aoi haru (2001).
Auf dem Yokohama Film Festival 1995 wurde er erneut ausgezeichnet, für Takashi Ishiis zwei Filme Tenshi no harawata: Akai senkō und Yoru ga mata kuru sowie für Sogo Ishiis Thriller Enjeru dasuto. Dieselbe Auszeichnung und den Kamerapreis beim Mainichi-Filmwettbewerb 2004 erhielt er für Bokunchi, Sayonara, Kuro und Akame shijuya taki shinju misui. Für Junji Sakamotos Kriegsdrama Bōkoku no īgisu war er bei den Japanese Academy Awards 2006 in der Kategorie Beste Kamera nominiert. 2011 und 2012 erhielt er Nominierungen für Akunin und Ooshikamura soudouki, bis er die Auszeichnung schließlich 2014 für The Unforgiven gewann.

## Filmografie(Auswahl)
| - 1978: Shimura Kokubetsu - 1979: Fuyunishi - 1980: Kuruizaki sanda rodo - 1981: Shuffle (Kurzfilm) - 1982: Bakuretsu toshi - 1982: Sonogo - 1987: Dandy - 1989: Dotsuitarunen - 1990: Bataashi kingyo - 1990: Tekken - 1991: TVO - 1992: Funkelnder Stern (Kira kira hikaru) - 1994: Tenshi no harawata: Akai senkō - 1994: Enjeru dasuto - 1994: Yoru ga mata kuru - 1995: Toire no Hanako-san - 1995: August im Wasser (Mizu no naka no hachigatsu) - 1996: Biriken - 1997: Labyrinth der Träume (Yume no ginga) - 1997: Kizu darake no tenshi - 1998: Pornostar - 1998: Orokamono: Kizu darake no tenshi - 2000: Kao | - 2000: Shin jingi naki tatakai - 2001: Electric Dragon 80.000 Volt (Electric Dragon 80.000 V) - 2001: Akashia no michi - 2002: Blue Spring (青い春, Aoi Haru) - 2002: KT - 2003: Bokunchi - 2003: Sayonara, Kuro - 2003: Akame shijuya taki shinju misui - 2004: Kono yo no sotoe – Club Shinchugun - 2005: Itsuka dokusho suruhi - 2005: Bōkoku no īgisu - 2007: Tōkyō tawā: Okan to boku to, tokidoki, oton - 2007: Dolphin blue: Fuji, mou ichido sora e - 2008: Chameleon - 2008: Yami no kodomo-tachi - 2010: Zatōichi: The Last - 2010: Akunin - 2011: Ooshikamura soudouki - 2011: Sekando bājin - 2013: Shiroi iki - 2013: The Unforgiven (Yurusarezaru mono) - 2013: Jinrui shikin |